# Ligne de Beillant à Angoulême
(Saintes - Angoulême)
La ligne de Beillant à Angoulême est une ligne de chemin de fer française à écartement standard qui relie Beillant, à proximité de Saintes, à Angoulême via Cognac et Jarnac, ouverte le 15 avril 1867.
Elle constitue la ligne no 579000 du réseau ferré national.

## Histoire
Initialement, en 1854, cette ligne faisait partie d'un projet de liaison transversale est-ouest entre La Rochelle et Angoulême, puis Limoges, où l'on rejoindrait la ligne projetée de Bordeaux vers Lyon.
La ligne d'Angoulême à Saintes est déclarée d'utilité publique par décret impérial le 14 juin 1861.
Elle est concédée à Messieurs les fils de Guilhou selon les modalités définies par un décret impérial du 19 avril 1862. L'adjudication est approuvée par décret impérial le 6 juillet 1862.
En 1863, la concession est cédée à une société anonyme, la Compagnie des chemins de fer des Charentes, pour l'adjudication de la ligne entre Rochefort et Angoulême par Saintes (122 km), tandis que le tronçon entre La Rochelle et Rochefort est cédé à la compagnie d'Orléans.
La gare de Jarnac fait l'objet de discussions, et le tracé rive gauche de la Charente l'emporte, bien que la gare soit éloignée de la ville située rive droite. 
À Châteauneuf-sur-Charente la ligne offre une correspondance avec les destinations de Barbezieux et Saint-Mariens. Cette ligne d'intérêt local est aujourd'hui déclassée.
À Angoulême, la ligne rejoint dans un premier temps celle de Paris à Bordeaux par un embranchement aux Alliers,.
Le premier train circula entre Rochefort et Saintes le 15 avril 1867, entre Saintes et Cognac le 31 mai, et entre Cognac et Angoulême le 16 octobre.
La ligne est inaugurée le 16 octobre 1867, sous la présidence du ministre des Travaux Publics qui reçoit déjà de nombreuses délégations de la Haute-Vienne demandant le prolongement de la ligne vers Limoges.
À Angoulême, les relations entre la Compagnie d'Orléans et la Compagnie des Charentes iront en se dégradant. Aucun accord ne pouvant être trouvé pour partager la gare, sont engagés le percement d'un deuxième tunnel de 470 m sous la ville en 1875, ainsi que le contournement de la ville par le sud par une portion de 9 km, en même temps que la création d'une deuxième gare, la gare de l'État, située en face de celle de la Compagnie d'Orléans (ligne Paris-Bordeaux), appelée gare d'Orléans (la gare actuelle). En même temps la Compagnie des Charentes construit le prolongement de la ligne vers Limoges.
Une loi du 18 mai 1878 approuve la convention signée le 31 mars 1877 entre le ministre des Travaux publics et la Compagnie des chemins de fer des Charentes pour le rachat par l'État du réseau de la compagnie à la suite des difficultés financières de cette dernière. La ligne est intégrée au réseau de l'Administration des chemins de fer de l'État. Cependant, le réseau de l'ancienne Compagnie des Charentes est démembré et la ligne adjacente entre Angoulême et Limoges est cédée par l'État à la Compagnie du chemin de fer de Paris à Orléans (PO) selon les termes d'une convention signée entre le ministre des Travaux publics et la compagnie le 28 juin 1883. Cette convention est approuvée par une loi le 20 novembre suivant.
En 1934, à Angoulême, le trafic voyageurs de la gare de l'État pour Saintes est définitivement dévié vers la gare d'Orléans, et la portion au sud du plateau d'Angoulême n'est plus réservée qu'aux trains de marchandises.
Le 1er janvier 1938, le réseau de l'État fusionne avec les grandes compagnies ferroviaires françaises pour constituer la SNCF.
L'ancien tunnel de l'État est désaffecté peu après la Seconde Guerre mondiale puis transformé en tunnel routier dans les années 1980.

## Exploitation

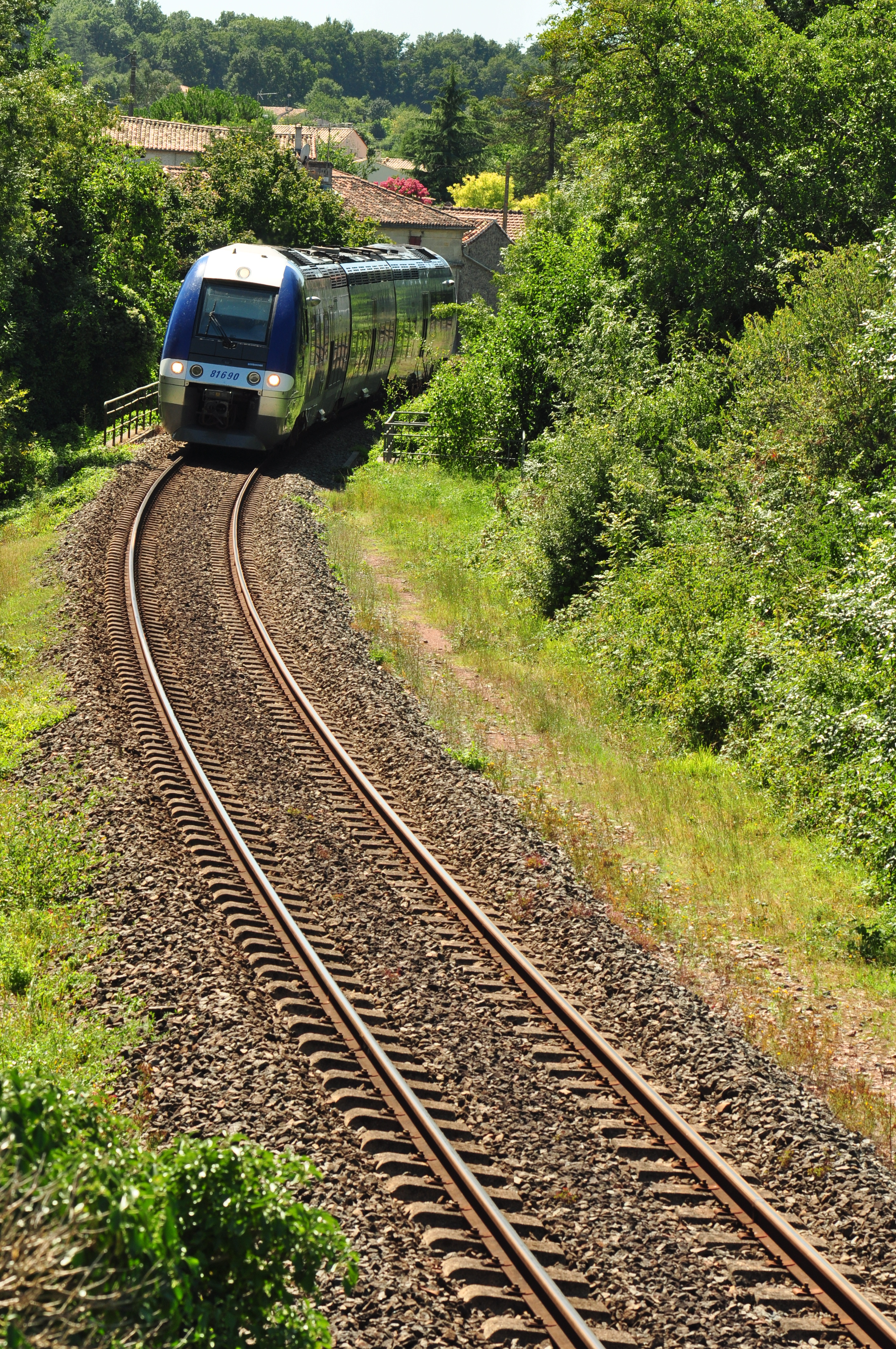
TER B 81500 roulant de Saintes vers Angoulême, entre Sireuil et Saint-Michel, été 2013.

Cette ligne présente en 2009 un trafic de 450 000 voyageurs par an.
De Saintes à Angoulême, les gares desservies par les trains de voyageurs sont les suivantes :
- Beillant ;
- Cognac ;
- Jarnac ;
- Châteauneuf-sur-Charente.

Utilisée pour le trafic régional entre Limoges, Angoulême, Saintes et Royan, la ligne était aussi empruntée pour le trafic voyageurs de Paris à Saintes et Royan, avec des voitures directes Intercités en juillet et août jusqu'en 2014 à raison d'un aller-retour quotidien.
Du 6 septembre 2010 au 6 mai 2011, Réseau ferré de France procède à une rénovation importante de cette ligne par le remplacement des rails, des traverses et du ballast et la modernisation de la signalisation, ainsi que la suppression de diverses parties inutiles des faisceaux de voies dans certaines gares, en réponse à la disparition des activités de fret dans ces établissements. Le chantier d'un coût de 60 millions d'euros est financé par le conseil régional de Poitou-Charentes, les départements de Charente et Charente-Maritime, l'agglomération du Grand Angoulême et l'Union européenne.
Durant les six premiers mois de l’année 2021, le trafic est de nouveau interrompu pour travaux de rénovation : SNCF Réseau refait à neuf 33 kilomètres de voie (rails, traverses, ballast…). Le financement provient d’une convention entre la Région Nouvelle-Aquitaine et l’État. Les travaux ont permis la levée des restrictions de vitesse et donc la réduction du trajet de 9 minutes.

## Matériel
La ligne fut l'une des rares à être parcourue par la petite série de locomotives CC 65000, machines surnommées « sous-marins ».